# Weltjugendtag 2005

Logo des Weltjugendtages 2005

Der XX. Weltjugendtag in Köln (italienisch XX. Giornata mondiale della gioventù Colonia GMG) war ein katholisches Jugendtreffen, das vom 16. bis zum 21. August 2005 im Erzbistum Köln stattfand. Der Papst Johannes Paul II. hatte die Jugend der Welt zum zwanzigsten Weltjugendtag (WJT) nach Deutschland eingeladen.
Im Vorfeld fanden vom 11. bis zum 15. August die Tage der Begegnung in allen deutschen Diözesen statt.

 Das Leitwort aus dem Matthäus-Evangelium hieß: 
Wir sind gekommen, um IHN anzubeten (Mt 2,2 ).
 Dieser Satz wird den Heiligen Drei Königen zugesprochen, deren Reliquien im Dreikönigenschrein des Kölner Doms aufbewahrt werden.
Am Weltjugendtag nahmen nach Angaben der Organisatoren neben rund 800.000 registrierten Pilgern aus 193 Ländern auch 759 Bischöfe, darunter 60 Kardinäle, sowie 10.000 Priester teil. Akkreditiert waren 7700 Journalisten. Zur Abschlussmesse wurden von der Platzsprecherin „eine  Million“ Besucher begrüßt. Eine Zählung war nicht erfolgt.
Das Attentat, das auf Frère Roger am 16. August in Taizé verübt wurde, dämpfte die Stimmung. Kurzfristig wurde ein Gebetsabend mit Taizé-Liedern in Groß St. Martin zelebriert.

## Programm

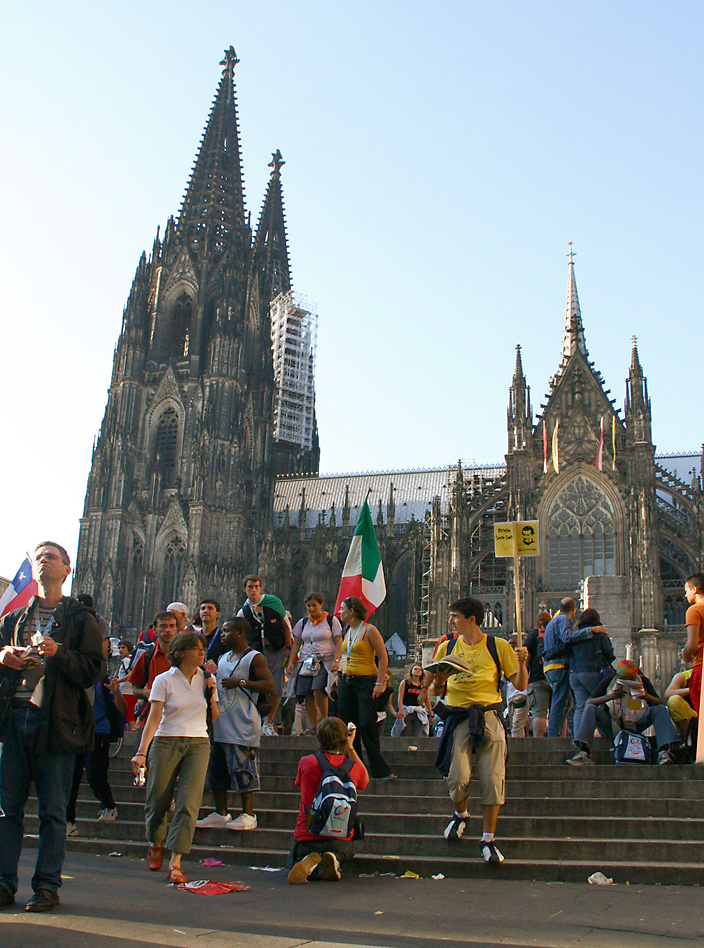
Pilger vor dem Kölner Dom

### Wege nach Köln
Für viele Pilger und feiernde Papstbegeisterte begann der Weltjugendtag schon viel früher. Sie nutzten die Gelegenheit zu einer mehrtägigen Wallfahrt.
Ein von Papst Johannes Paul II. 1984 gestiftetes, 3,80 Meter hohes Holzkreuz wurde seit April 2004 als Weltjugendtagskreuz unter dem Motto „kreuzbewegt“ zur Vorbereitung des Weltjugendtages von einer deutschen Diözese zur nächsten weitergegeben.
Zwischen dem 8. Juli und dem 15. August wurde das Kreuz in einer 40-tägigen Pilgerwanderung von Dresden über den Ökumenischen Pilgerweg im Verlauf der historischen Via Regia nach Köln getragen. Etwa 40 Bischöfe gingen bei den einzelnen Etappen mit. Die Strecke wurde mit Bedacht gewählt:
- Das Bistum Dresden-Meißen ist das Partnerbistum der Erzdiözese Köln
- So wie die Sterndeuter aus dem Osten nach Betlehem gekommen sein sollen, gingen auch die Pilger von Osten nach Köln
- Die Wahl fiel bewusst auf den von katholischen und evangelischen Christen gemeinsam ausgearbeiteten Ökumenischen Pilgerweg, um ökumenisches Interesse zu bekunden und das Bemühen um die Einheit der Christen als ein vorrangiges Ziel des Weltjugendtages zu benennen.

### Tage der Begegnung
Vor dem eigentlichen Weltjugendtag in Köln fanden in den deutschen Diözesen die Tage der Begegnung statt. Die einheimischen Jugendlichen trafen sich in diesen Tagen mit ihren Gästen aus aller Welt, um sich gemeinsam mit Vertretern der Kirche und sozialer Einrichtungen auf das große Ereignis vorzubereiten und einzustimmen. Die Gruppen reisten anschließend gemeinsam in die Gemeinden des Erzbistums Köln.

### Papstbesuch

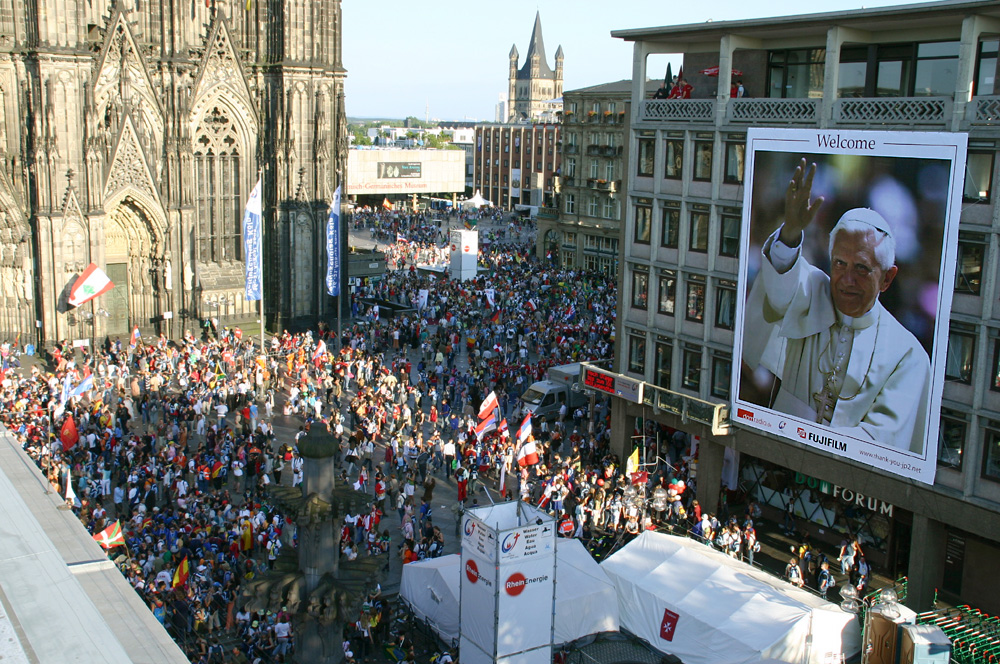
Pilger vor dem Willkommens-Poster für Benedikt XVI. am Dom

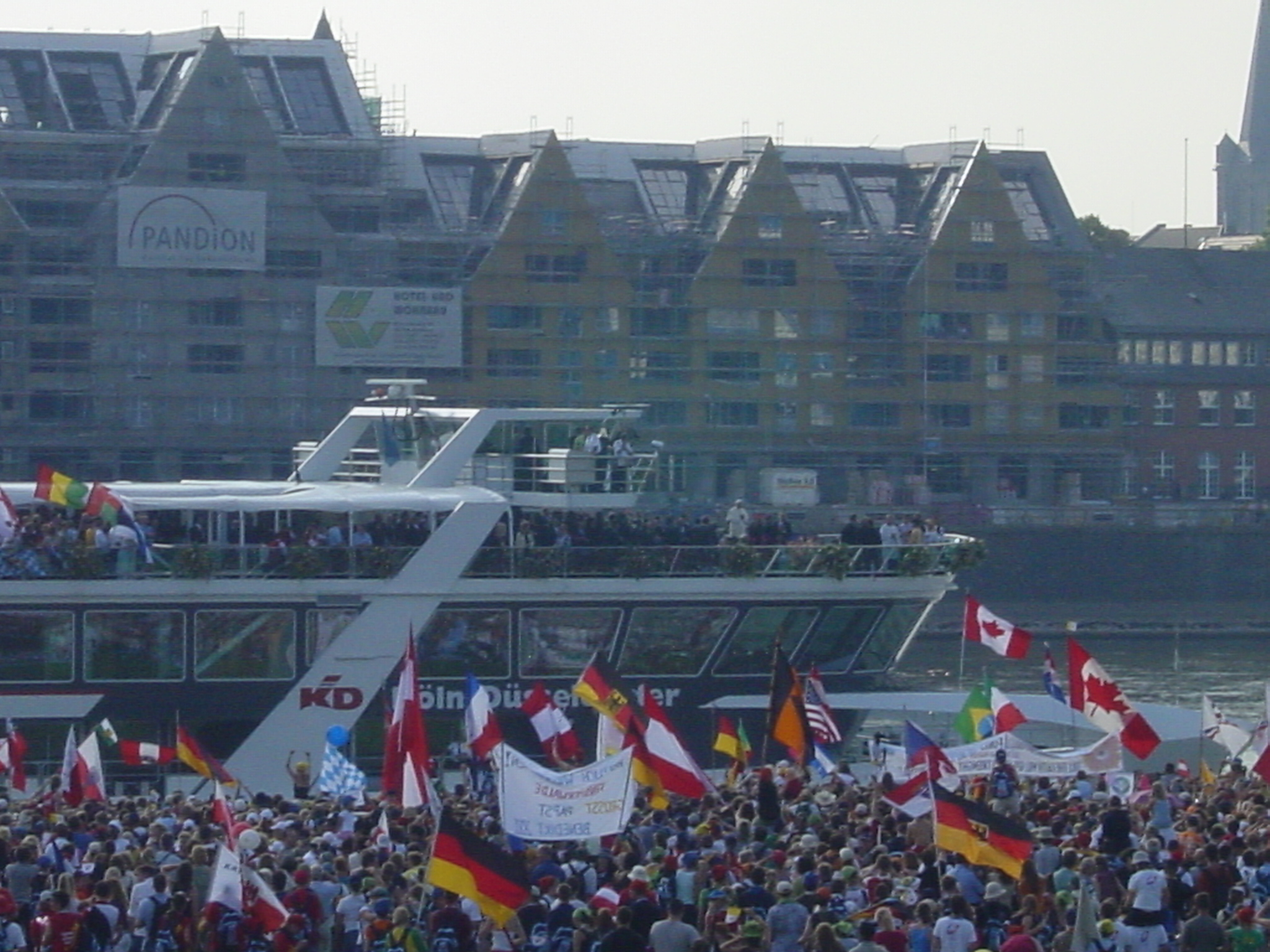
Schifffahrt auf dem Rhein

Der Veranstaltungsort Köln wurde in der Amtszeit von Johannes Paul II. festgelegt. Der im April 2005 verstorbene Papst, der dieses Fest des Glaubens und der Begegnung nach den beiden Jugendtreffen in Rom 1984 und am Weihnachtsfest 1985 als Weltjugendtag initiiert hatte, hatte selbst in die Domstadt kommen wollen. Die Organisatoren hatten angesichts seines schlechten Gesundheitszustandes bereits entsprechende Vorkehrungen getroffen. Sein Nachfolger, Benedikt XVI., bestätigte kurz nach seiner Wahl seine Teilnahme am Weltjugendtag. Für den deutschen Papst war der Besuch seines Heimatlandes die erste offizielle Auslandsreise als Oberhaupt der katholischen Kirche.
Benedikt XVI. war vom 18. bis zum 21. August in Köln. Am Tage seiner Begrüßung waren nach Angaben des Veranstalters insgesamt
600.000 Pilger in Köln anwesend, um den Papst am Rhein oder in der Innenstadt zu begrüßen. Während der ersten Tage standen repräsentative Aufgaben auf dem Programm, bevor er am Wochenende den zentralen Gottesdienst leitete. Zu den repräsentativen Aufgaben zählten ein Treffen mit Bundespräsident Horst Köhler in der Villa Hammerschmidt am 19. August sowie am darauffolgenden Tag eine Audienz für Bundeskanzler Gerhard Schröder, Bundestagspräsident Wolfgang Thierse, die CDU-Vorsitzende Angela Merkel und NRW-Ministerpräsident Jürgen Rüttgers. Am 19. August besuchte der Papst auf Einladung der Synagogen-Gemeinde Köln die Synagoge Köln. Dies war der erste Synagogenbesuch eines Papstes in Deutschland.

## Veranstaltungen

### Gottesdienste

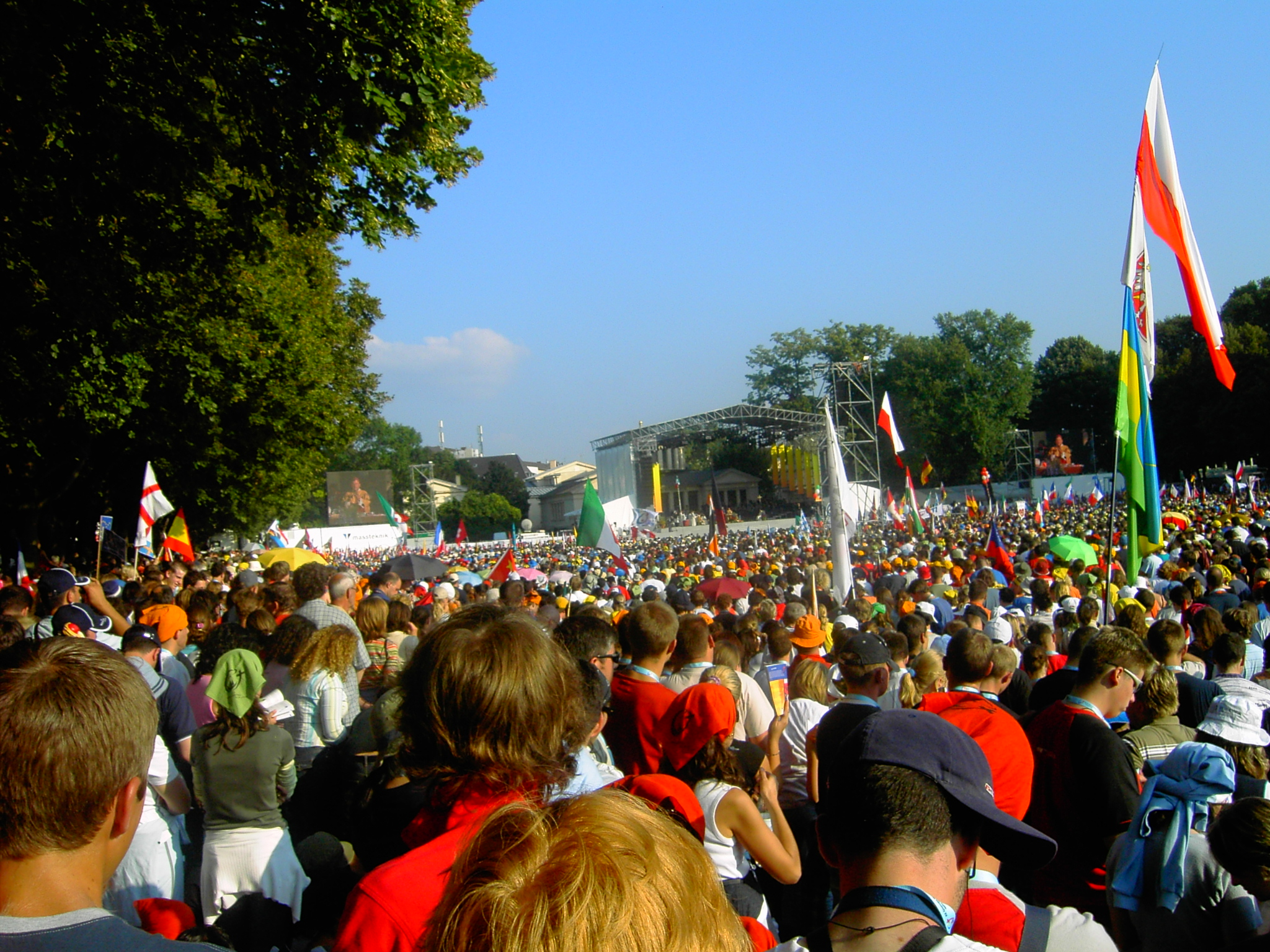
Der Eröffnungsgottesdienst auf der Hofgartenwiese in Bonn

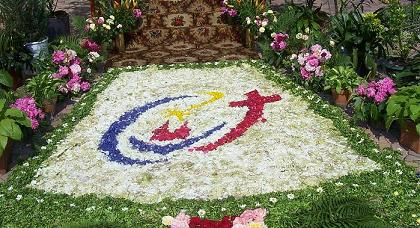
Logo als Blumenteppich

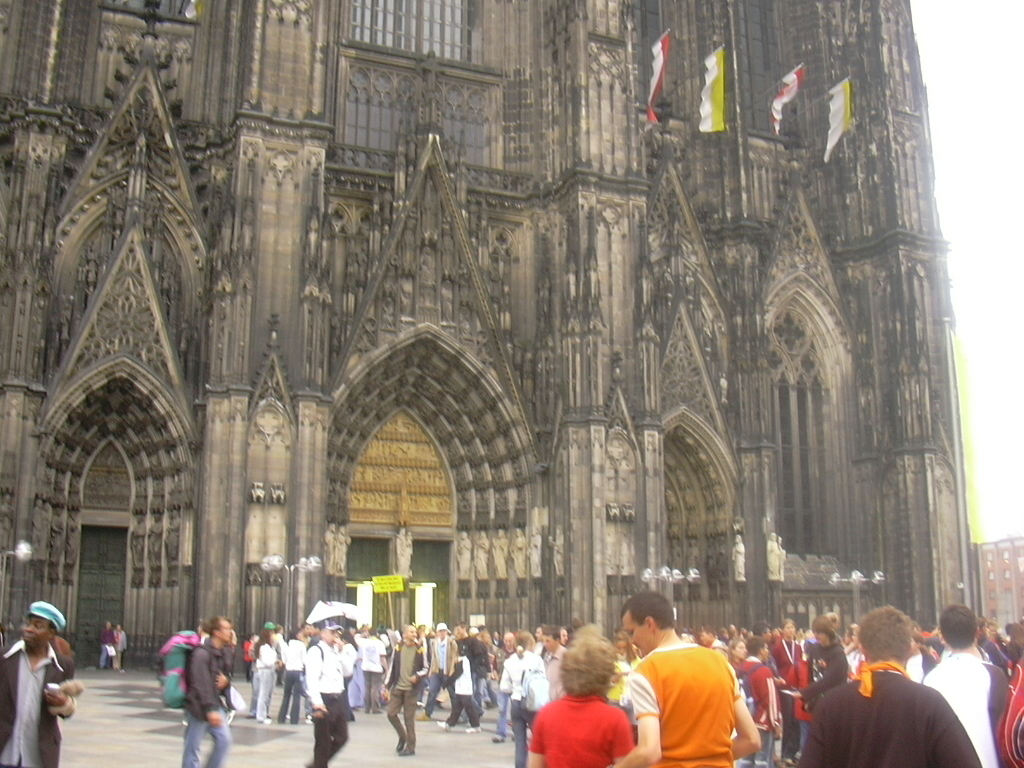
Pilger vor dem Kölner Dom

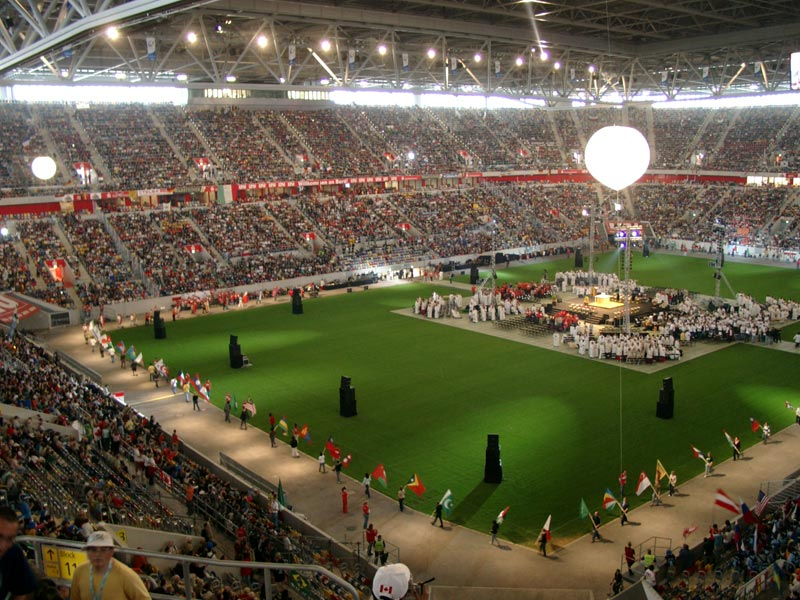
Der Eröffnungsgottesdienst in der LTU arena in Düsseldorf

Offiziell wurde der Weltjugendtag am Dienstag, dem 16. August 2005, um 17:00 Uhr mit drei dezentralen Gottesdiensten in Bonn, Köln und Düsseldorf eröffnet, während im ganzen Erzbistum Köln für 15 Minuten die Kirchenglocken festlich läuteten. In Bonn zelebrierte Jugendbischof Franz-Josef Bode (Bischof von Osnabrück) vor 100.000 Menschen auf der Hofgartenwiese vor dem kurfürstlichen Schloss, im Rheinenergiestadion Köln Joachim Kardinal Meisner (Erzbischof von Köln) (50.000 Besucher) und in der LTU arena Düsseldorf Karl Kardinal Lehmann (Bischof von Mainz und damaliger Vorsitzender der deutschen Bischofskonferenz) (60.000 Besucher). Die Besucherangaben sind nicht offiziell bestätigt.
Höhepunkt des Weltjugendtages war die Vigil und die heilige Messe mit dem Papst. Am Abend des 20. August feierte der Papst auf dem Marienfeld mit den Pilgern von 20:30 bis 22:30 Uhr die Vigil (etwa 800.000 Besucher). Am folgenden Tag zelebrierte er zwischen 10:00 und 12:45 Uhr die feierliche Papstmesse zum Abschluss des Weltjugendtages (etwa 1,1 Millionen Besucher). Das Marienfeld, welches zwischen Kerpen-Horrem, Kerpen-Türnich und Frechen-Habbelrath in der Nähe von Köln liegt, war früher ein Braunkohletagebau und wird heute landwirtschaftlich genutzt. Als Bühne für den Altar war ein zehn Meter hoher Hügel aufgeschüttet worden, den Kardinal Meisner auf den Namen Berg der 70 Nationen taufte. Auf dem Hügel waren Baldachin und Altar errichtet. Dieser Hügel war mit zahlreichen Kerzen verziert, so dass man ihn auch vom hinteren Teil des Marienfeldes sehen konnte. Pilger aus diesen Ländern hatten am Hügel symbolisch für seinen Bau kleine Säckchen mit Heimaterde ausgeschüttet.
Im vorderen Bereich des Marienfeldes waren VIPs, geladene Gäste und Kleriker platziert. Dahinter lagerten die Pilger und Volunteer. Im hinteren Bereich standen Sanitäter, Rettungskräfte und Hubschrauber bereit. Videogroßwände auf Lkw ermöglichten auch Pilgern aus den hinteren Bereichen des Feldes die Sicht auf das Geschehen.
Der Papst lud zum Ende der heiligen Messe zum nächsten Weltjugendtag 2008 nach Sydney ein.

### Geistliche Veranstaltungen
Für die Teilnehmer bestand zum einen die Möglichkeit, an täglichen Katechesen teilzunehmen. Die Wallfahrt zum Dreikönigenschrein im Kölner Dom, für die jeder Pilger einen Terminvorschlag erhielt, galt als eine dieser Katechesen. Nach Angaben der Veranstalter wurden etwa 400 weitere solcher Glaubensunterrichtungen in mehr als 30 Sprachen an 249 Orten der Erzdiözese Köln angeboten. Dabei sprach jeweils ein Bischof und antwortete auf Fragen der Jugendlichen. Die Katechesen wurden begleitet von musikalischen Gruppen oder einem anderen Rahmenprogramm.
Über die ganze Woche hinweg waren sämtliche Kirchen, darunter auch viele rund um die Uhr, für Stille, Gebet, Gesang und Gespräch geöffnet. Unter diesen Kirchen waren 20 Innenstadtkirchen (16 in Köln und je zwei in Düsseldorf und Bonn), die dem sog. Geistlichen Zentrum angehörten. Hier wurde den Pilgern ein ständiges geistliches Programm wie Eucharistische Anbetung, Andachten und Stundengebet garantiert.
Täglich wurden in den vielen Kirchen heilige Messen gefeiert und rund um die Uhr das Sakrament der Buße (Beichte) gespendet. Hierfür gab es zusätzlich ein zentrales Angebot in den Hallen 6, 7 und 8 der Koelnmesse. Von 8 Uhr bis 24 Uhr standen jeden Tag über 100 Priester zu Gesprächen in über 30 verschiedenen Sprachen zur Verfügung.

### Gesellschaftspolitische Veranstaltungen
In ca. 50 Begegnungszentren verteilt in der ganzen Region wurden Räume zur Förderung des Dialogs von unterschiedlichen Gruppierungen und Nationalitäten geschaffen. Diverse Verbände, Gemeinschaften, Bewegungen und Interessengruppen sorgten für ein reichhaltiges Informationsprogramm zum Beispiel in Podiumsdiskussionen, Bühnenpräsentationen oder Cafétreffpunkten.
Auf Initiative des BDKJ fand am Mittwoch, dem 17. August, im Kölner Bürgerhaus Stollwerck das International Youthhearing for Justice and Peace statt, das der Dachverband der katholischen Jugendverbände gemeinsam mit dem kirchlichen Hilfswerk Misereor und der Deutschen Kommission von Justitia et Pax ausrichtete. Rund 300 Jugendliche aus siebzehn Nationen diskutierten über Fragen weltweiter Gerechtigkeit aus christlicher Perspektive und formulierten Forderungen an die Staatengemeinschaft, die im September 2005 von Bundesministerin Heidemarie Wieczorek-Zeul auf der UN-Vollversammlung vorgestellt wurden. Der BDKJ setzt sich für eine Fortsetzung des Youthhearings beim XXIII. Weltjugendtag 2008 in Sydney ein.

### Kulturelle Veranstaltungen
Neben den geistlichen Inhalten gab es auch zahlreiche kulturelle Veranstaltungen, wie spezielle Ausstellungen in Museen. In Köln und den zum Bistum Köln gehörenden großen Nachbarstädten Düsseldorf und Bonn fanden im Anschluss an die Eröffnungsgottesdienste Konzerte statt. Dabei traten lokale Gruppen wie die Höhner, die Bläck Fööss und der Kölner Jugendchor Sankt Stephan ebenso auf wie internationale Stars und spirituelle Musiker.
Am 17. August wurde für die Pilger ein großes Musik-Picknick in den drei großen Städten Köln, Bonn und Düsseldorf organisiert. Dabei gab es kostenlos Kuchen und Kakao, während Sänger und Musikgruppen aus verschiedenen Ländern für die Gäste musizierten.
Im Vorfeld des Weltjugendtages gab es das Lied Du für mich von Kathi Stimmer-Salzeder, welches das WJT-Kreuz auf seinem Weg durch ganz Deutschland nach Köln begleitete. Von Gregor Linßen stammt das offizielle Lied des Weltjugendtages mit dem Titel Venimus adorare eum, der lateinischen Übersetzung des Mottos.

## Wahrnehmung in Medien und Öffentlichkeit

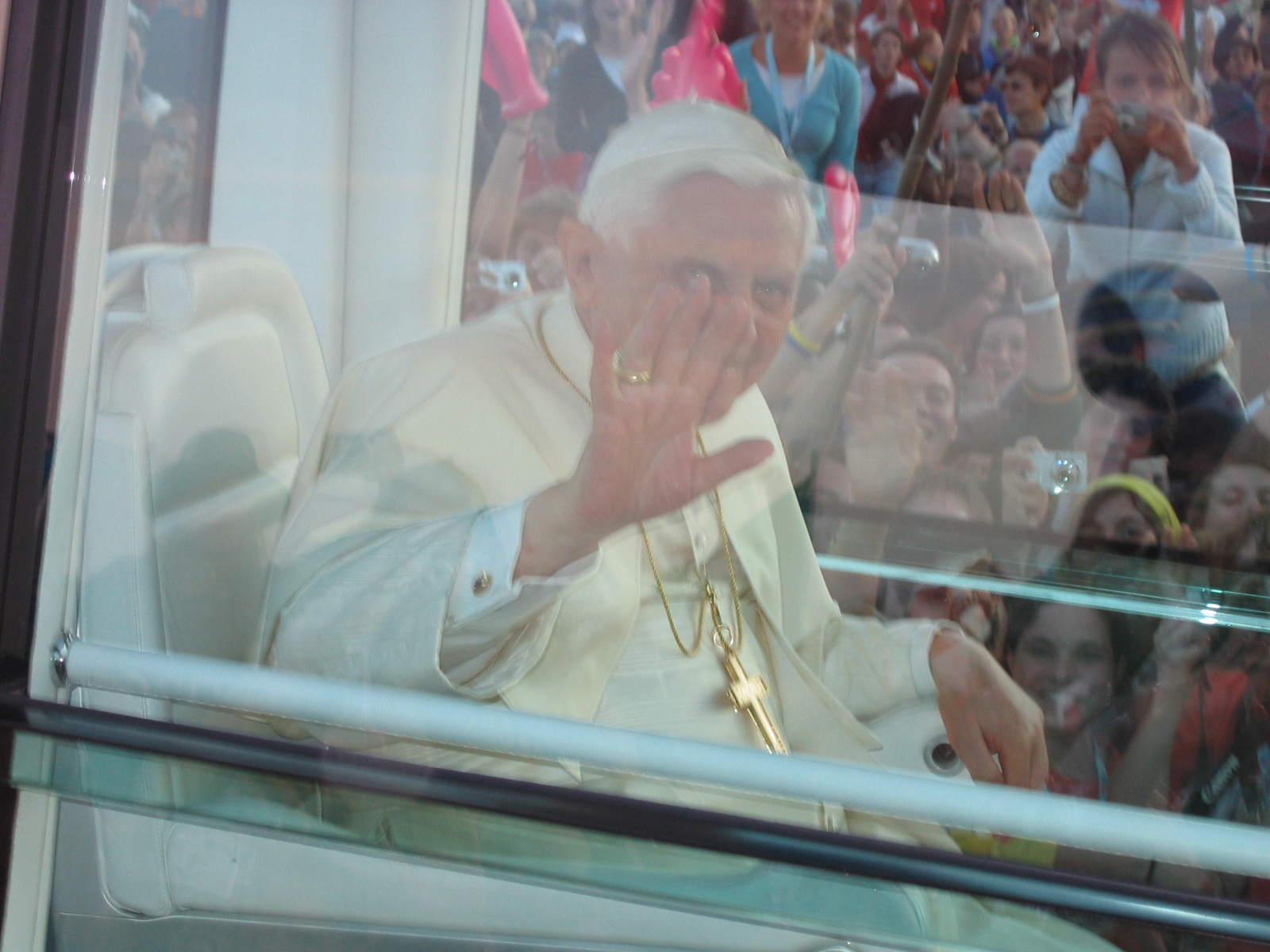
Benedikt XVI. bei der Anfahrt zur Vigilfeier am 20. August

Entgegen den Erwartungen vieler Beobachter wuchs Papst Benedikt XVI. beim Weltjugendtag in Köln sichtbar in seine neue Rolle hinein, spiritueller Bezugspunkt für Hoffnungen einer globalisierten Kirche zu sein. Begegnungen mit den Spitzenvertretern anderer christlicher Konfessionen, des Judentums und des Islams, aber auch der Politik wurden als Schritt in Richtung Ökumene gewertet.
Die Jugendlichen bereiteten dem Papst einen begeisterten Empfang, sogar während der Gottesdienste waren immer wieder Benedetto-Chöre und rhythmisches Klatschen zu hören.
Der WDR berichtete sowohl im Fernsehen als auch im Radio (Weltjugendtagsradio von WDR 5) intensiv vom Geschehen rund um den Weltjugendtag. Die wichtigsten Veranstaltungen wurden live in der ARD, im ZDF und bei Phoenix gezeigt, insgesamt belief sich die Dauer der Ausstrahlungen auf ca. 120 Stunden. Die Fernsehbilder wurden von den internationalen Medien übernommen. Den feierlichen Abschlussgottesdienst auf dem Marienfeld sahen weltweit ca. 250 Millionen Menschen.
Im Zuge des Weltjugendtages wurde auch ein WebTV Sender eröffnet, der exklusiv über das Geschehen während des Weltjugendtages berichtete. Der Verlag DuMont Schauberg verteilte täglich kostenlose Sonderausgaben seines Tabloid-Magazins Kölner Stadt-Anzeiger DIREKT.

## Organisation

### Lokale Organisation

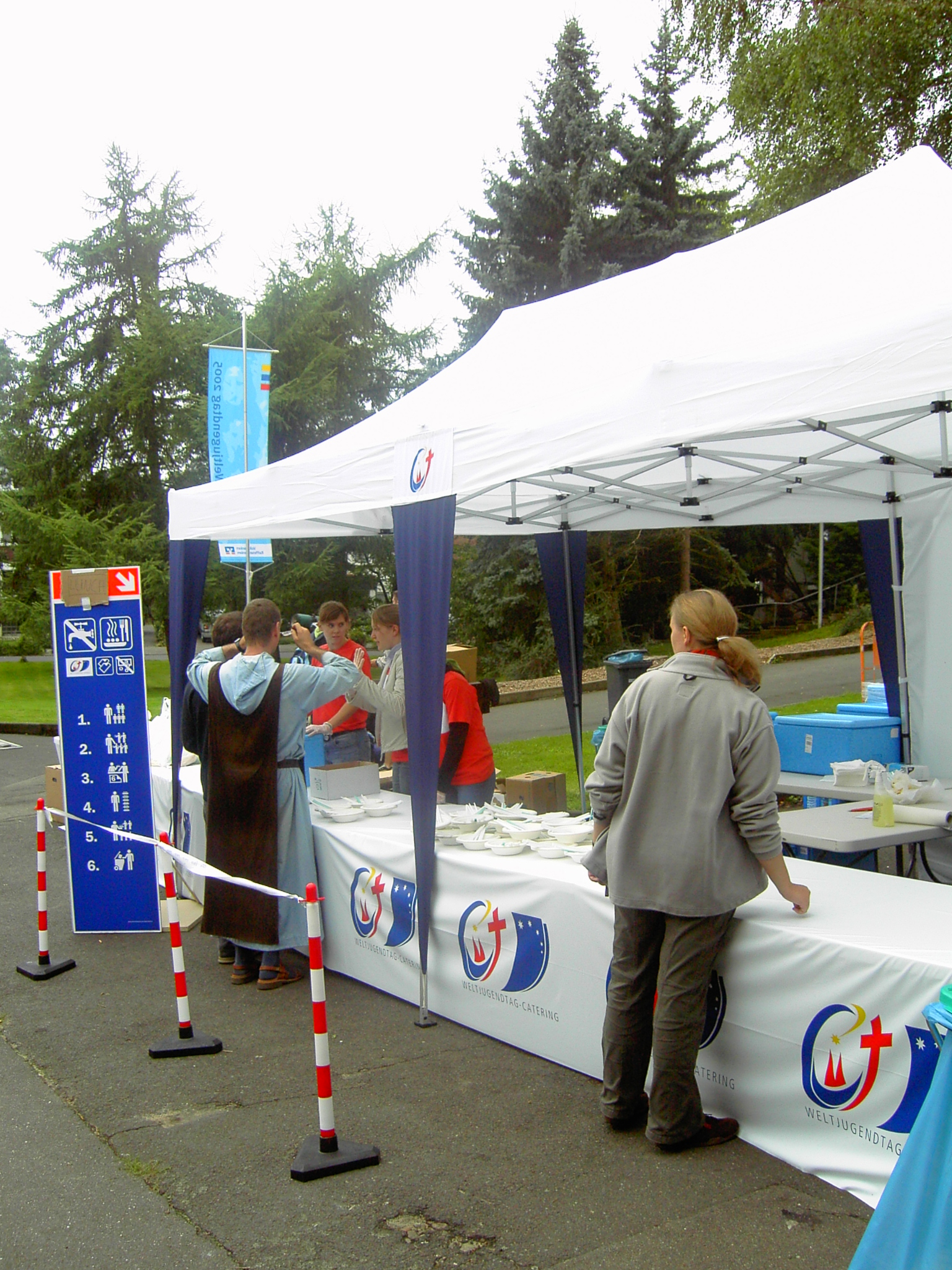
Ein mobiles Restaurant im Einsatz (Siegburg-Kaldauen)

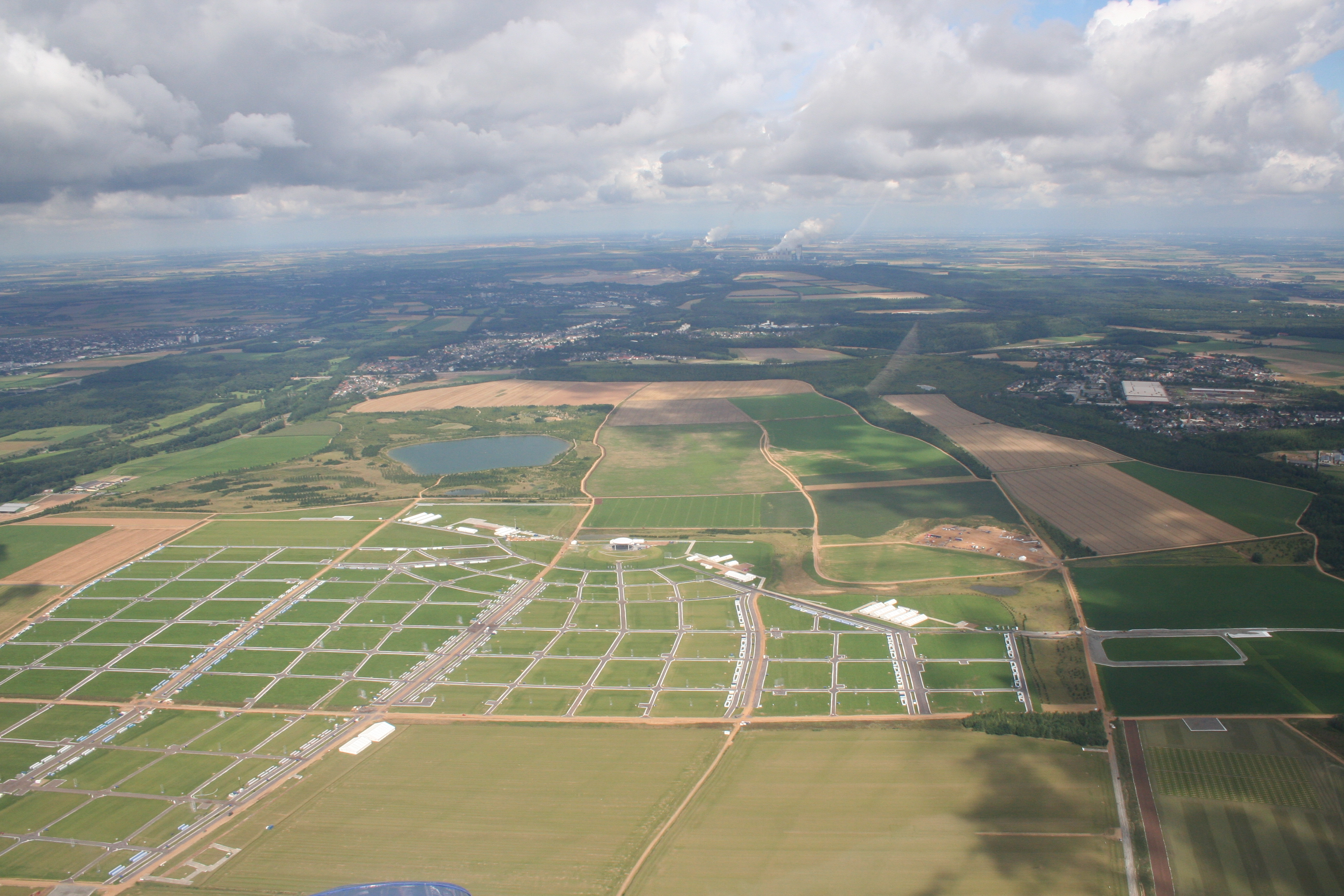
Marienfeld, 13 Tage vor der Papstmesse

Die lokale Organisation und Durchführung des Weltjugendtags war Aufgabe der Weltjugendtag gGmbH in Köln, die in ständigem Kontakt zum Päpstlichen Rat für die Laien im Vatikan stand, der der eigentliche Veranstalter dieses Großereignisses war. Ein Manko ist, dass jede lokale Organisation eines Weltjugendtags nahezu bei null beginnt, da es keine personelle Kontinuität bei den Organisatoren gibt; man kann in nur sehr beschränktem Umfang auf die Erfahrungen der Vorgänger zurückgreifen, da jeder Weltjugendtag mit seiner ortseigenen Infrastruktur eine neue Herausforderung darstellt. Trotzdem gibt es immer einige Vertreter eines kommenden Weltjugendtages, die den Organisatoren des aktuellen Weltjugendtages in den letzten Wochen vor dem Event über die Schultern schauen und so versuchen, mögliche Fehler in Zukunft zu vermeiden.

### Mobilitätskonzept
Um An- und Abreise der Pilger geordnet abwickeln zu können, hatte die WJT gGmbH ein Mobilitätskonzept erarbeiten lassen. Dazu wurden in Zusammenarbeit mit den betroffenen Kommunen und den öffentlichen Verkehrsunternehmen für die ganze Woche Maßnahmen zur Abwicklung der zusätzlichen Verkehrsmengen zusammengestellt. Insbesondere für die Großveranstaltungen, wie die Willkommensfeier für den Papst und die Abschlussmesse, zu denen alle Pilger und die Bevölkerung eingeladen wurden, waren zusätzliche Maßnahmen nötig.
Neben den Planungen zum Transport der Pilger wurden von den mit dem Mobilitätskonzept beauftragten Verkehrsplanern aus Aachen (IVV) auch Maßnahmen zum Schutz der umliegenden Gemeinden vor einem Verkehrsansturm erarbeitet. Dazu waren spezielle Aufstellkonzepte an Bahnhöfen, provisorische Fußwege und temporäre Pkw- und Busparkplätze für ca. 8000 Reisebusse zu planen und herzurichten. Weiterhin wurde ein Sperrkonzept erarbeitet und umgesetzt sowie ein weiträumiges Umleitungssystem eingerichtet. Für die Sperrung der Autobahn A1 als Parkplatz für rund 1800 Busse wurden im Umkreis von 70 km Umleitungsschilder aufgestellt.
Um die Besuchermassen im Großraum Köln zu bewältigen, arbeitete die Weltjugendtag gGmbH eng mit den Kölner Verkehrs-Betrieben (KVB) zusammen, die ihrerseits mit anderen lokalen Verkehrsunternehmen kooperierten. So wurde zum Beispiel während der Stoßzeiten der Straßenbahntakt auf zwei Minuten herabgesetzt. Gleich zu Beginn wurde deutlich, dass mit dem eingesetzten Fahrzeugen der Andrang nicht zu bewältigen war. Über Nacht brachten die KVB daher alle einsetzbaren Fahrzeuge auf die Strecken, besetzt mit kurzfristig herbeigerufenen Rentnern und Urlaubern. Wegen der Unkenntnis vieler ausländischer Teilnehmer über die Lichtschranken in den Türbereichen der Straßenbahnen konnten viele Bahnen erst verspätet abfahren; Staus bis über den Rhein hinweg waren die Folge.
Für den Abschlussgottesdienstes wurde ein Pendelverkehr in Richtung Marienfeld vorgesehen. Hierfür standen mehrere hundert Busse für die Routen zum Marienfeld zur Verfügung.
Obwohl zur Abschlussveranstaltung mehr als 1,1 Mio. Menschen gekommen sein sollen (das Mobilitätskonzept war für 900.000 Teilnehmer ausgelegt) und durch eine Bombenattrappe unter einer Autobahnbrücke und Menschenmassen am Bahnhof Horrem chaotischen Zuständen eintraten, konnten die prognostizierten Abreisezeiten von rund 10 bis 11 Stunden eingehalten werden.

### Unterkunft und Verpflegung

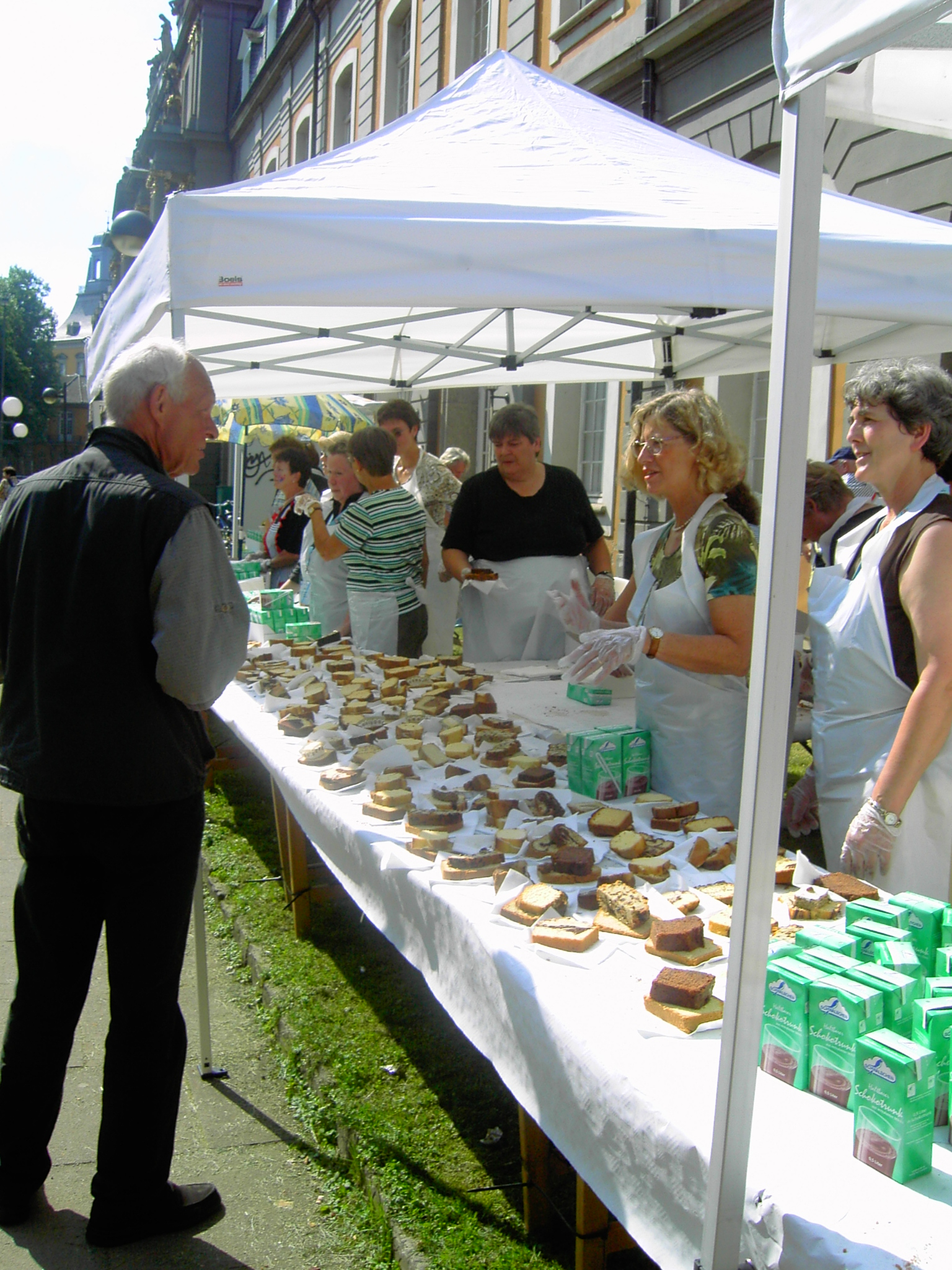
„Musik-Picknick“: Ausgabe von Kuchen an die Pilger in Bonn

Für den Weltjugendtag 2005 wurden insgesamt mehr als eine halbe Million Unterkünfte im Gebiet des Erzbistums Köln gesucht. Rund 440.000 Quartiere wurden für die Gäste in Gemeinschaftsunterkünften wie Schulen und Turnhallen zur Verfügung gestellt. Darüber hinaus suchte das Weltjugendtagsbüro 80.000 Privatunterkünfte. Zur Gewinnung dieser Unterkünfte wurde am 1. Juli 2004 durch den Erzbischof von Köln, Joachim Kardinal Meisner, die Kampagne „Herberge gesucht“ gestartet.
Rund 300 mobile Versorgungsstationen sorgten auf dem Weltjugendtag für das leibliche Wohl der Pilger.

### Papstprogramm
Das Besuchsprogramm von Benedikt XVI. ist im Vatikan selbst vorbereitet worden. Kardinal-Staatssekretär Angelo Sodano, der das päpstliche Gefolge anführte, hielt Kontakt zur römischen Zentrale und nahm für Papst Benedikt zusätzliche Gesprächstermine wahr. Ihm zur Seite stand der vatikanische „Innenminister“, Erzbischof Leonardo Sandri. Eine wichtige Funktion besaß auch der zuständige Abteilungsleiter im Staatssekretariat, der Eichstätter Prälat Christoph Kühn, als Ansprechpartner für die staatlichen Stellen, den Bundespräsidenten und die Bundesregierung. Höchste Bedeutung kamen dem Zeremonienmeister, Erzbischof Piero Marini und seinem Assistenten Giulio Viviani zu. Sie waren schon Stunden vor den Gottesdiensten am Ort, legten die Messgewänder zurecht, überprüften Texte und Geräte und kontrollierten, ob die Planer vor Ort an alles gedacht haben. Der Reisemarschall des Papstes, Bischof Renato Boccardo, hatte den Reiseablauf minutiös vorbereitet. Bereits seit 2003 inspizierte er bei Lokalterminen Plätze, wählte Transportmittel aus, legte die Fahrtrouten fest, klärte Sicherheitsfragen und stellte Zuständigkeiten klar. Während des Besuchs trugen er und sein Co-Organisator Alberto Gasbarri die größte Verantwortung.

### Freiwillige Helfer

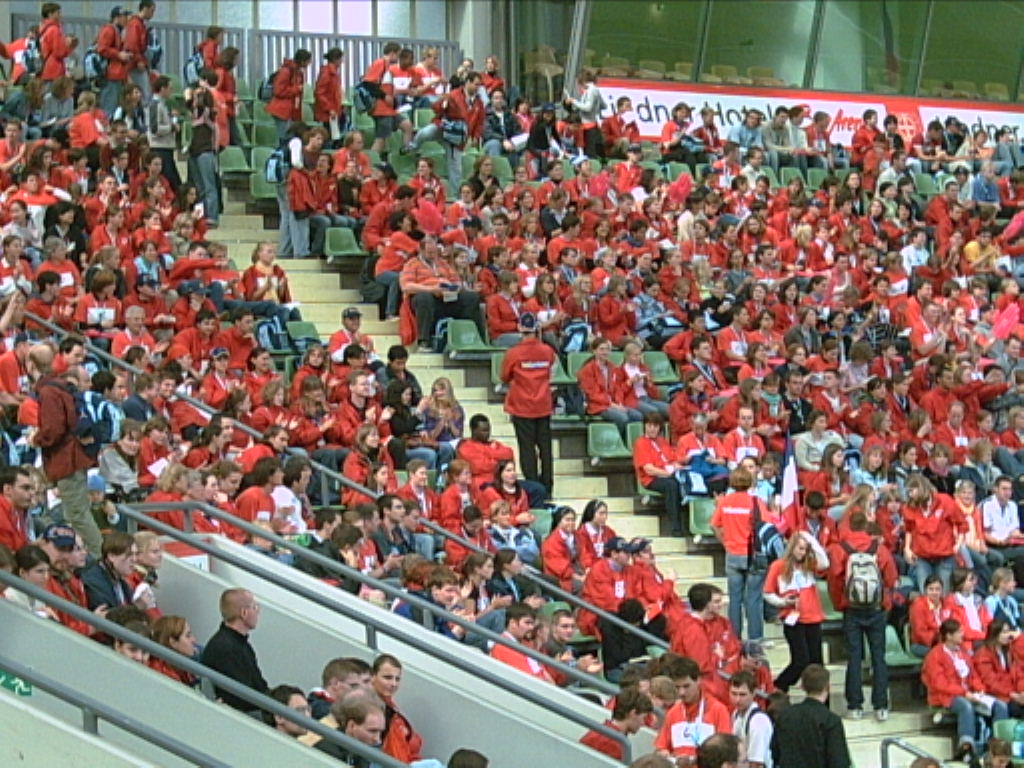
Ein rotes Meer von Volunteers beim Eröffnungsgottesdienst für die Freiwilligen in der BayArena Leverkusen

Neben den kirchlichen Helfern und den Mitarbeitern (zumeist Langzeit-Freiwillig) der Weltjugendtag gGmbH und ausländischen Ordensangehörigen waren in der Hauptwoche des Weltjugendtages über das gesamte Erzbistum Köln verteilt rund 23.000 Freiwillige (Volunteers) aus mehr als 160 Staaten im Einsatz, darunter auch zahlreiche Ehrenamtliche der gastgebenden Pfarrgemeinden. Viele von ihnen lebten in Igluzelten nahe der Regattabahn. In Gruppen organisiert, trugen sie zum reibungslosen Ablauf des Weltjugendtages so weit wie möglich bei. Ihr Einsatz erfolgte überall dort, wo Pilger waren: von der Ankunft über die Registrierung, an den bistumsweiten Unterkunftsorten, bei der Verpflegung, an Info-Points, den geistlichen und weltlichen Programmangeboten, der Vorbereitung von Veranstaltungsplätzen, bei der Domwallfahrt, auf dem Marienfeld bis hin zur Abreise. Zum ersten Mal wurden beim Weltjugendtag in Köln auch „Volunteer Support Manager“ eingesetzt. Deren Aufgabe bestand (nach der Planung) vor allem darin, sich um die psychosozialen Angelegenheiten der Freiwilligen zu kümmern. Die roten (Volunteer) und grünen (Volunteer-Support-Manager) T-Shirts waren überall zu sehen.
Kardinal Joachim Meisner verglich beim Abschlussgottesdienst am Tanzbrunnen für die Freiwilligen am Tag nach dem offiziellen Ende des Weltjugendtages in seiner Predigt den Einsatz der Freiwilligen mit den Fundamenten des Kölner Doms: Ohne die Fundamente, gäbe es den Dom nicht und ohne die Freiwilligen hätte es den Weltjugendtag in Köln nicht gegeben (sinngemäß). „Ich als Erzbischof von Köln bin stolz auf euch und danke euch.“ 

### Probleme

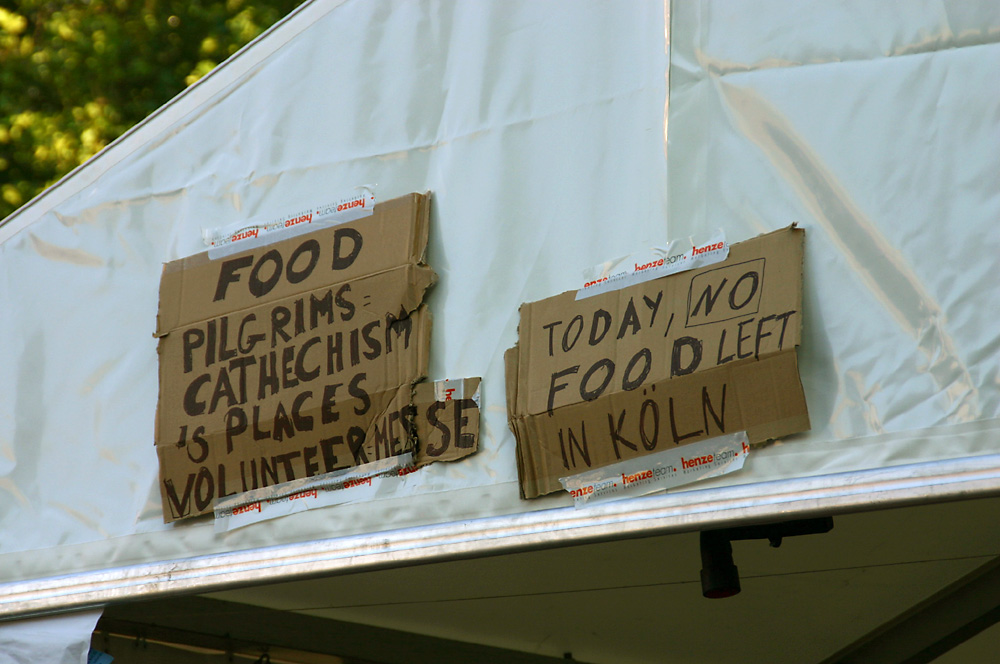
„Today no food left in Köln“ – Engpass und Improvisation bei der Versorgung der Pilger

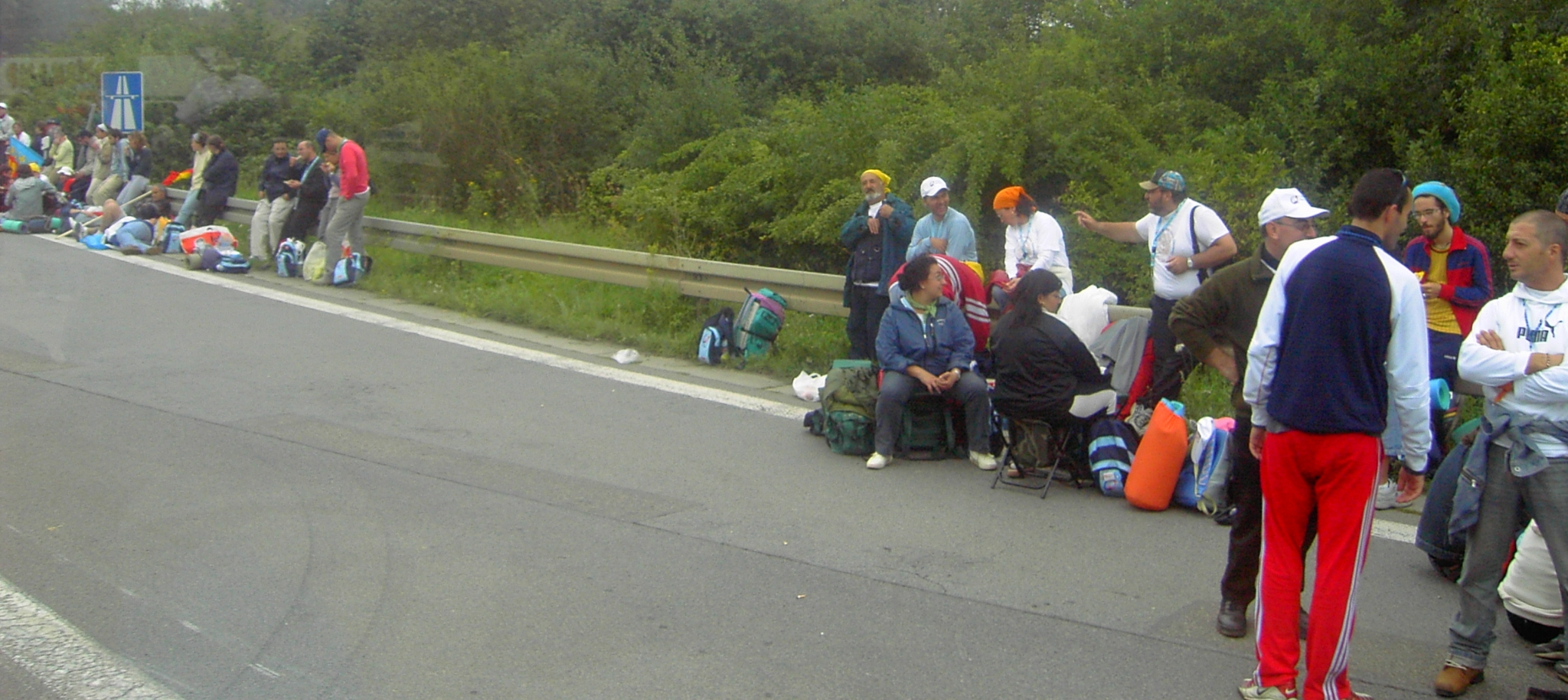
Pilger auf der Autobahn in Richtung Köln nach der Abschlussmesse

Das unerwartet hohe Besucheraufkommen führte während des gesamten Weltjugendtages, vor allem in Köln und beim Abschlussgottesdienst auf dem Marienfeld, zu teils chaotischen Zuständen.
Die im Vorfeld kurzfristig getroffene Entscheidung, dass alle Pilger im Dom am Dreikönigenschrein der der Hl. Drei Könige vorbeiziehen sollten, führte zu erheblichen Umorganisationen. Dieser Pilgergang sollte innerhalb von drei Tagen durchgeführt und eine Messehalle zur Verpflegungsstation werden.
Bei Großveranstaltungen wie dem Eröffnungsgottesdienst am Dienstag, 16. August und dem Papst-Besuch am Donnerstag, 18. August kam das Verkehrsnetz praktisch zum Erliegen. In der Nacht von Mittwoch auf Donnerstag erlitten bei einem Zwischenfall am völlig überfüllten Kölner Hauptbahnhof 19 Pilger Kreislaufzusammenbrüche durch die drückende Masse.
Nach den Eröffnungsgottesdiensten in Düsseldorf, Köln und Bonn war das öffentliche Verkehrsnetz bis zum frühen Morgen fast völlig zusammengebrochen. Straßenbahnen stauten sich und Züge wurden auf Grund von Kontrollen durch die Bundespolizei nicht in die Bahnhöfe gelassen, was zu erheblichen Verspätungen und Staus führte. Durchsagen auf Bahnhöfen in der Umgebung von Köln, in den Zügen, Straßenbahnen und Bussen erfolgten auf Deutsch und waren für viele Ausländer nicht verständlich.
Geplant war, die Pilger in oder nahe ihrer Quartiere mit Verpflegung zu versorgen. Diese beachteten jedoch oft nicht die Zuordnung ihrer Verpflegungsstellen, so die Messehalle als ihr Verpflegungsort am Tag ihres Besuchs des Sarkophags. Zudem wurden manche Quartiere nicht rechtzeitig mit der nötigen Anzahl an Mahlzeiten versorgt.
Bei der Abreise der Pilger vom Marienfeld gab es insbesondere auf der Autobahn in Richtung Köln kilometerlange Staus.

### Marienfeld/Abschlussmesse

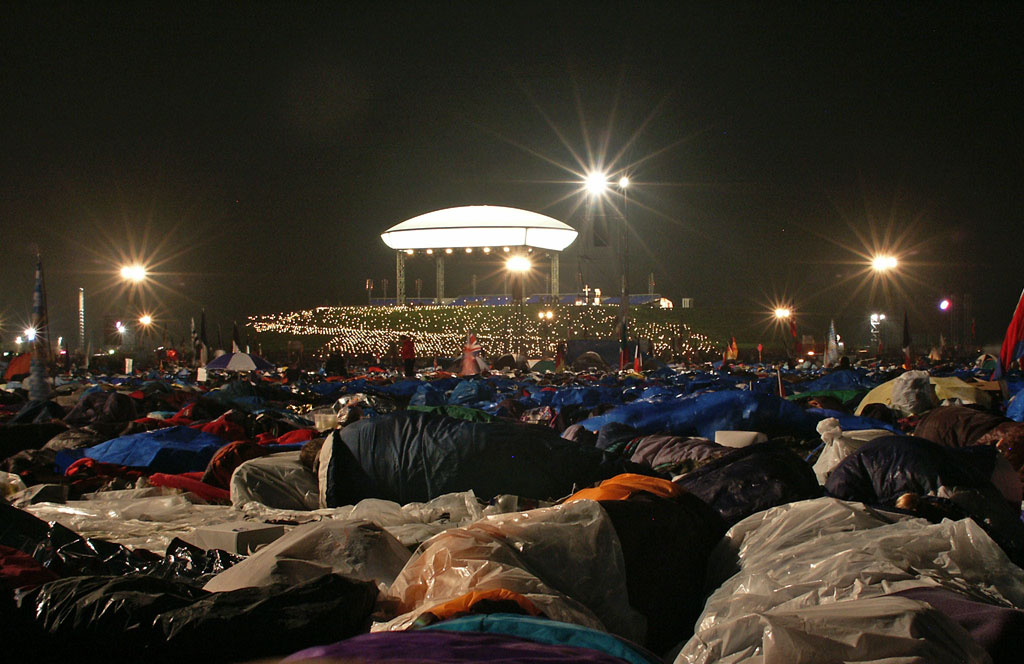
Hunderttausende Pilger schlafen wie immer bei einem WJT in der Nacht vor der Papstmesse unter freiem Himmel

Auf dem Marienfeld gab es Schwierigkeiten, hauptsächlich wegen der unerwartet hohen Anzahl an Pilgern und Besuchern. Da ihr Eintreffen von den Organisatoren zu einem späteren Zeitpunkt erwartet wurde, kamen alle ohne Einlasskontrollen auf das Marienfeld.
Die oben beschriebenen Probleme mit der Essensausgabe setzten sich hier fort. Gegen Samstagabend wurde schließlich die geordnete Essensausgabe aufgelöst und das Essen palettenweise von den LKWs abgeladen. Die Catering-Firma war ab diesem Moment nicht mehr aktiv tätig, und eine kontrollierte Essensausgabe war nicht mehr möglich.
Beschwerden gab es hier vor allem, da die Pilger für das so genannte „Pilgerpaket“ mit Platzreservierungen und Essensmarken viel Geld gezahlt hatten.
Dank des disziplinierten und ruhigen Verhaltens der Pilger kam es jedoch nur zu relativ wenigen Notfalleinsätzen (meist wegen Erschöpfung oder Unterkühlung). Der Sanitäts- und Rettungsdienst wurde federführend vom Malteser Hilfsdienst unter Mitwirkung aller Hilfsorganisationen betrieben.
Auch bei der Abreise ergaben sich größere Probleme, so dass am Sonntag noch Notquartiere für ca. 6000 gestrandete Pilger eingerichtet werden mussten. Wegen nur einer einzigen Spur für alle Zubringerbusse mussten alle Busse die gleiche Schleife drehen und beim Einsteigen auf jeden einzelnen Bus warten. Weder der Polizei noch der lokalen Organisation kann hierbei ein Vorwurf gemacht werden, da das Verkehrsnetz nicht für die schnelle An- und Abreise von 1,1 Mio. Menschen ausgelegt war.

### Polizei
Das Einsatzkonzept und das Auftreten der Polizei gaben zahlreich Anlass zur Kritik. Vor der Kölner Domplatte wurden aufwändige Einlasskontrollen durchgeführt, so dass Pilger, auch kleine Kinder, stundenlang in der prallen Sonne ausharren mussten. Da die allermeisten Pilger dieselben Bahnlinien zu ihren Unterkünften benutzten, ging die Polizeiführung zunächst richtigerweise davon aus, dass diese Züge hoffnungslos überlastet sein würden. Allerdings wurden dann ganze Bahnhöfe statt der betroffenen Gleise abgeriegelt, so dass auch Reisende in andere Richtungen nicht auf die menschenleeren Bahnsteige gelangen konnten. Etliche Züge fuhren leer, viele Reisende, auch Familien mit kleinen Kindern, saßen in Köln fest. Zudem waren die aus dem gesamten Bundesgebiet zusammengezogenen Polizeikräfte offensichtlich ungenügend auf ihren Einsatz vorbereitet. Die eingesetzten Beamten verfügten meist über keine Karte, um wegsuchenden Pilgern helfen zu können, oder wussten nicht über die Gesamtlage Bescheid: So wurden Pilger, Hilfs- und Versorgungsfahrzeuge falsch- und fehlgeleitet, was teilweise erst überhaupt für Chaos sorgte.

### Finanzierung

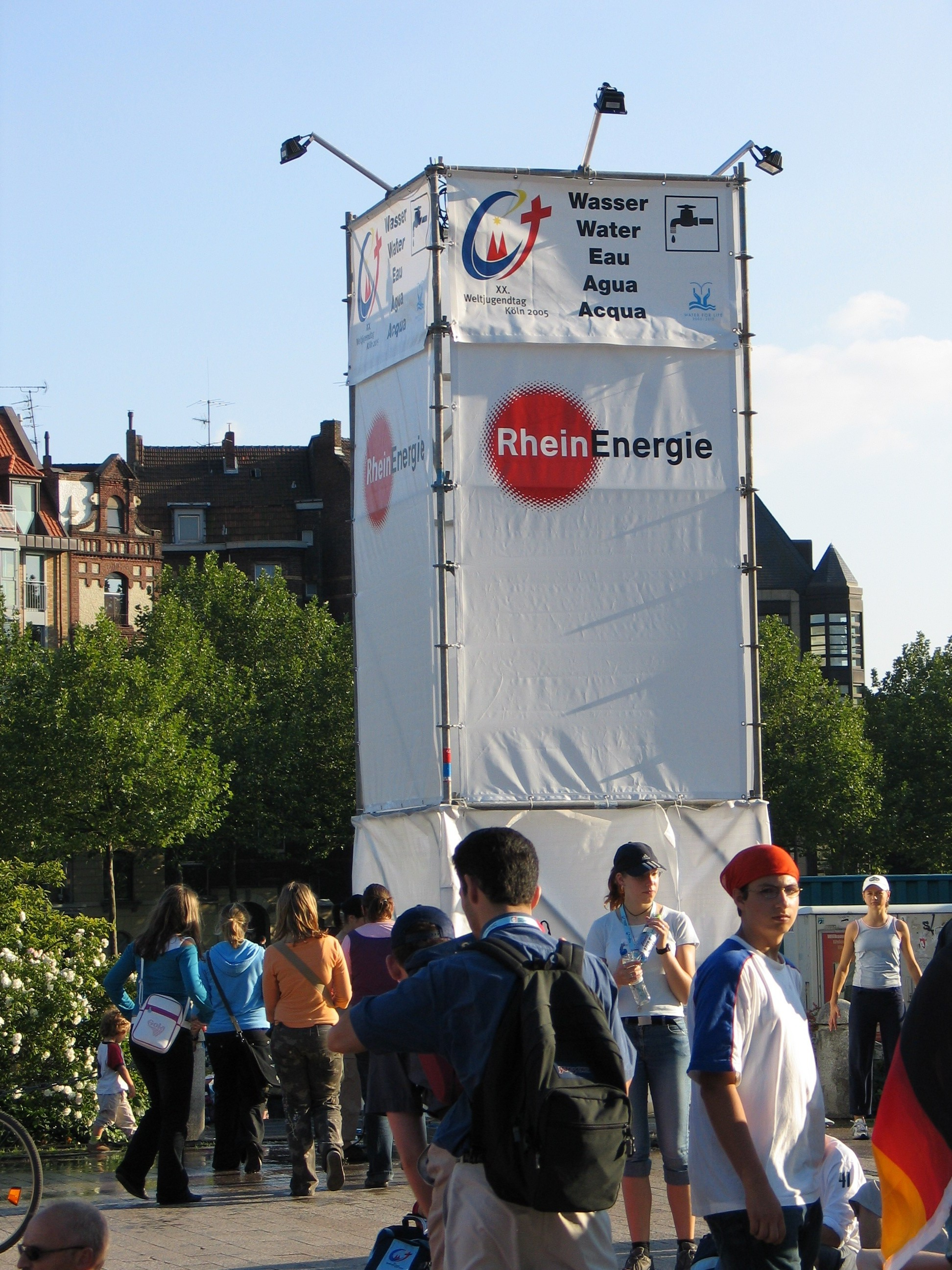
Gesponserte Wasserstation für die Pilger

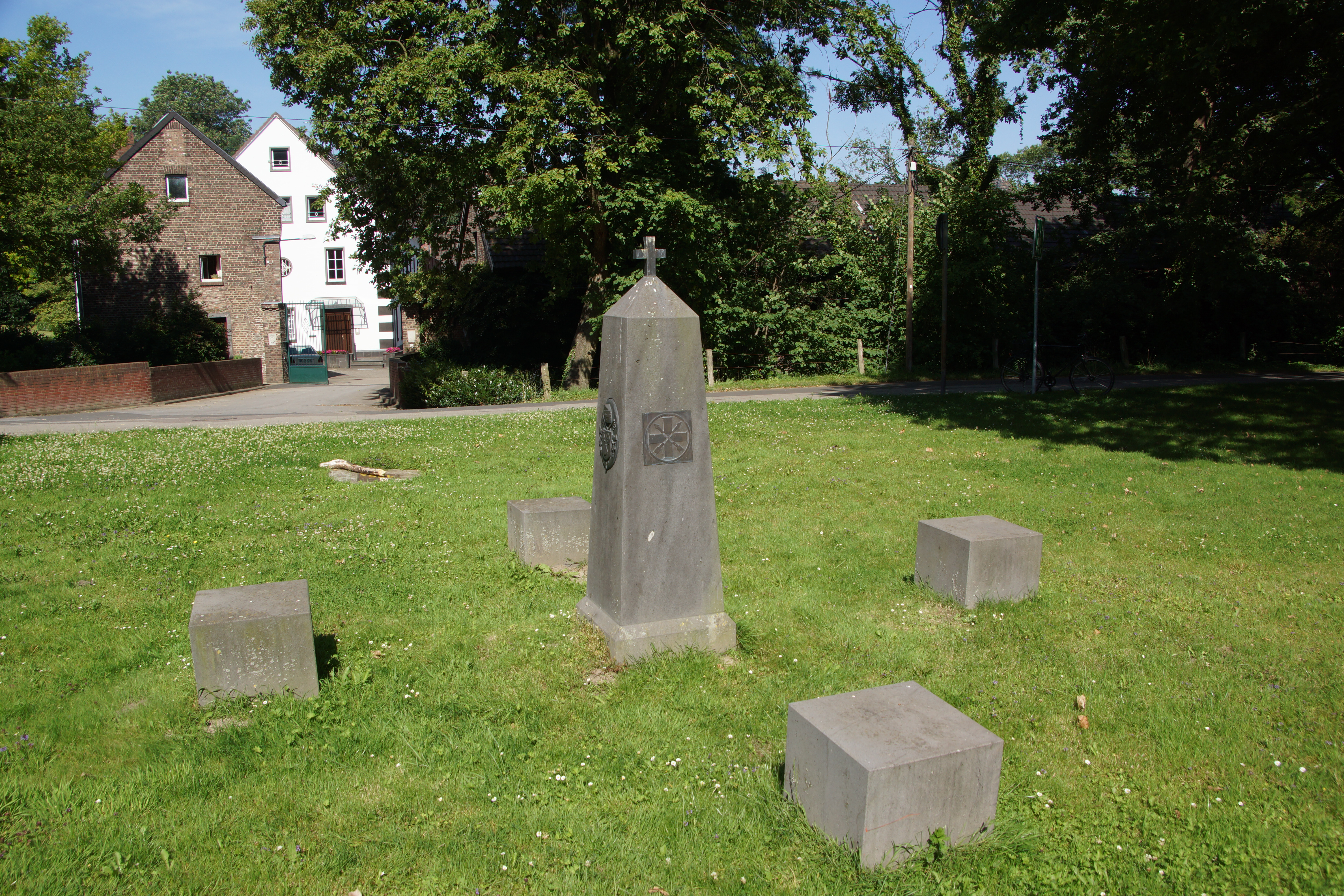
Gedenkstele am Adolph-Kolping-Pilgerweg

Der Weltjugendtag hatte ursprünglich ein Budget von 100 Millionen Euro. Die Ausgaben sollen bei 130 Millionen Euro gelegen haben. Gründe für die höheren Kosten sind u. a. die Neuplanung des Geländes für die Abschlussveranstaltung. Das ursprünglich vorgesehene Gelände – der in weiten Teilen wegen seiner wertvollen Halbtrockenrasen als gesetzlich geschütztes Biotop ausgewiesene Flugplatz Hangelar und eine angrenzende ehemalige Kiesgrube mit seltenen Arten, wurde im Sommer 2004 aufgegeben, nachdem der Bund für Umwelt und Naturschutz Deutschland (BUND) Klage erhoben und kurz vor Urteilsverkündung die Aufgabe des Standortes Hangelar bekannt gegeben hatte. Vermutlich waren die drohenden hohen Kosten für die Kampfmittelräumung des Geländes – der Flugplatz war im Zweiten Weltkrieg intensivem Beschuss ausgesetzt – ein entscheidender Grund für die Standortaufgabe. Die Bundesrepublik Deutschland als Grundstückseigentümerin hatte sich geweigert, diese Kosten zu übernehmen.
Hoher Aufwand entstand auch durch die zur Information und Beteiligung der Besucher aller Orts aufgestellten mobilen Videogroßwände auf Lastkraftwagen.
Die römisch-katholische Kirche in Deutschland beteiligte sich an den Ausgaben mit 30 Millionen Euro. 15 Millionen Euro kamen aus öffentlichen Mitteln, wobei das Land Nordrhein-Westfalen drei Millionen Euro und die Stadt Köln 1,5 Millionen Euro beisteuerten. Ein weiterer Teil der Finanzierung wurde durch Spenden und Einnahmen aus Aktionen für den Weltjugendtag gewonnen. 40 % der Finanzierung sollte über die Pilgerbeiträge gedeckt werden. Die Teilnehmer zahlten nach ihren Herkunftsländern gestaffelt unterschiedlich hohe Beiträge.
Einen Teil der Ausgaben finanzierte der Weltjugendtag auch mit dem Verkauf von Merchandising-Artikeln, wie zum Beispiel Rosenkränzen, T-Shirts, Mützen und Kerzen. Genaue Zahlen über Einnahmen und Ausgaben sind nicht bekannt.

## Kritik

### Weltjugendtag als Event und Papstkult

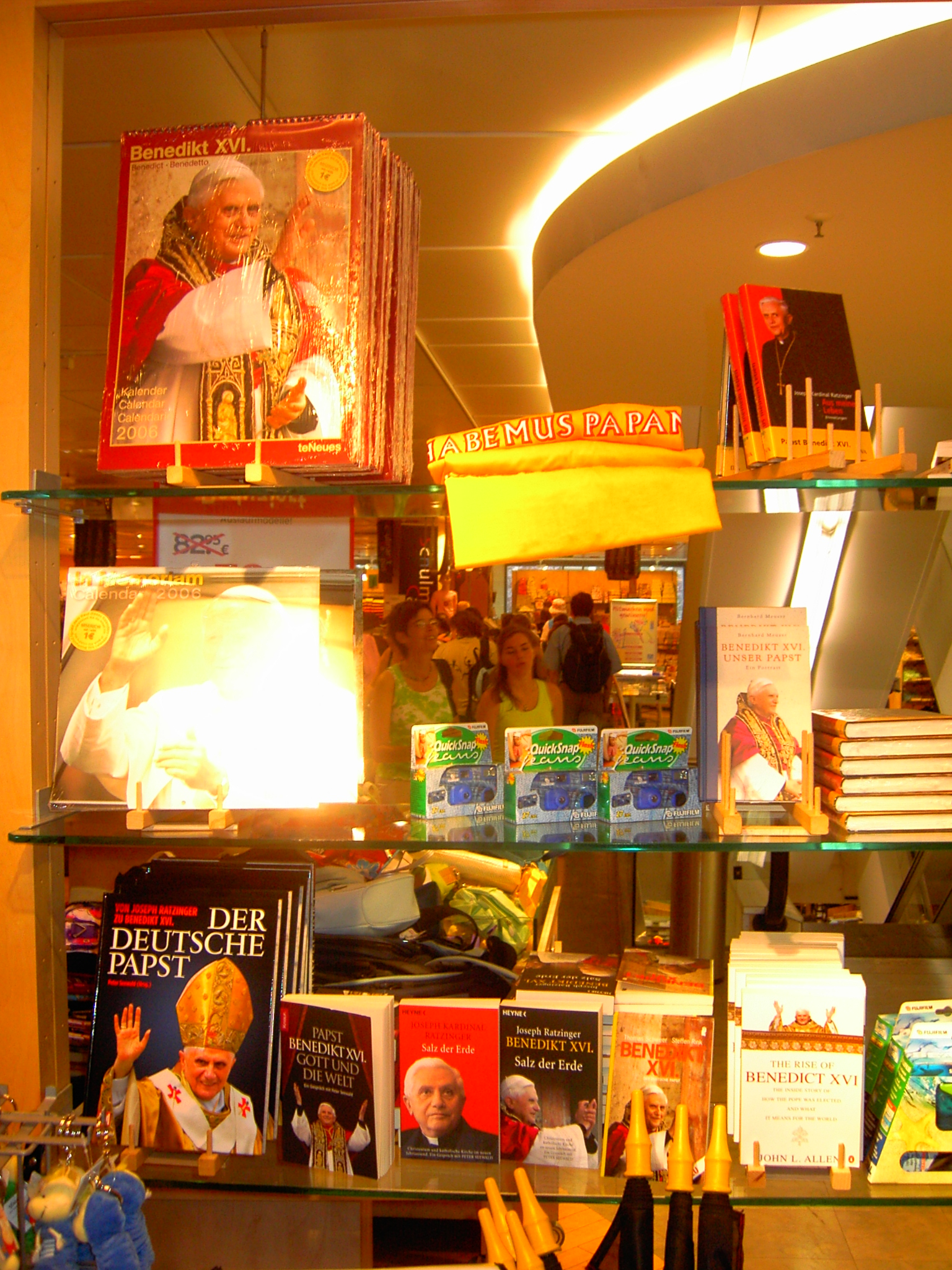
Papst-Merchandising

Eine zu große Nachahmung von Großveranstaltungen nach Art des Baptisten-, Fernseh- und Massenpredigers Billy Graham warfen Kritiker dem 20. Weltjugendtag vor. Von traditionalistischer Seite wurde geäußert, dass der Einsatz von Elementen des Sakropop der Würde der heiligen Messe widerspreche. In der FAZ wurde die Belanglosigkeit von Teilen der musikalischen Neuschöpfungen (Sakropop) für den Weltjugendtag kritisiert. Die Kirche habe ihre Rolle als treibende Kraft musikalischer Entwicklungen vollständig verloren.
Tobias Raschke von der Jugendorganisation der Reformbewegung Wir sind Kirche kritisierte die Aufmachung der Veranstaltung mit der Beschreibung als eine „krude Art kommunistischer Weltjugendfestspiele“. Damit bemängelte er, dass zum Weltjugendtag nicht alle Jugendlichen der Welt eingeladen worden seien, sondern nur die katholischen, so wie bei „den Kommunisten nur kommunistische Jugendliche kommen durften“.
Den Veranstaltern des Weltjugendtages wurde weiterhin vorgeworfen, weniger einen katholischen Weltjugendtag, als einen katholischen Weltpapsttag organisiert zu haben. Kritisiert wurde hierbei vor allem die mediale Ausrichtung auf den Papst.

### Kirchliche Sexualmoral
Die Bewegung Wir sind Kirche lenkte mit ihrer Aktion Gute Katholiken verwenden Kondome die Aufmerksamkeit auf das Verbot empfängnisverhütender und einer HIV-Infektion vorbeugender Mittel durch die Amtskirche. Die Ökumenische Arbeitsgruppe Homosexuelle und Kirche (HuK) hatte ein eigenes Themenportal mit Veranstaltungen erstellt.

### „Religionsfreie Zone“

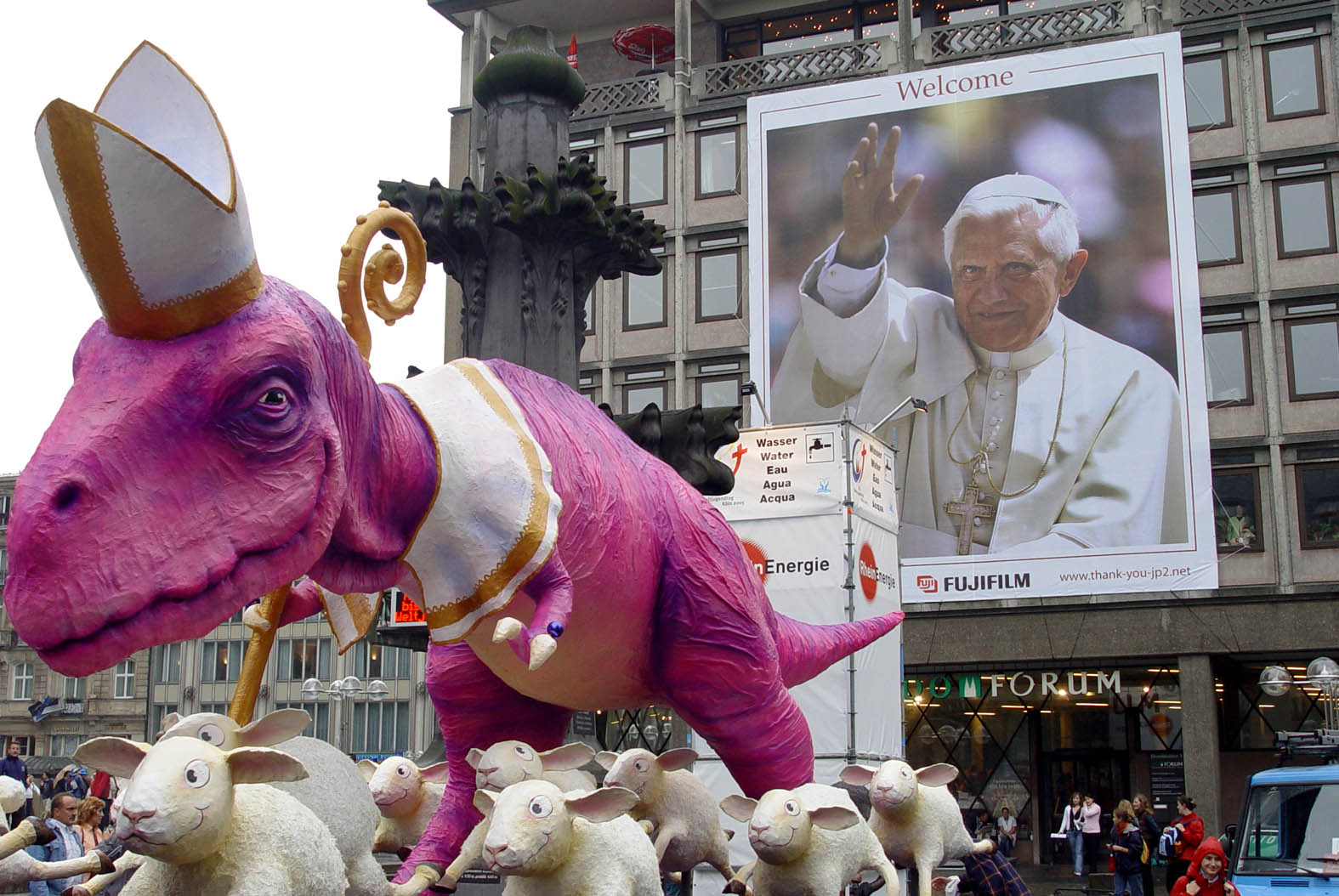
Wagen mit Papst-Dinosaurier und Schafherde von Jacques Tilly als Teil der Aktion „Religionsfreie Zone“

Die Aktion „Religionsfreie Zone: Heidenspaß statt Höllenqual!“ der Giordano-Bruno-Stiftung und des Internationalen Bundes der Konfessionslosen und Atheisten zeigte einen Papst-Dinosaurier-Wagen von Jacques Tilly und bot eine papst- und kirchenkritische Veranstaltungsreihe. Das kirchliche Bild der gläubigen Schäfchen und des leitenden Hirten wurde als Wagenmotiv aufgegriffen. Die Kirchenführung erscheine als uraltes, lebendes Fossil aus schon längst untergegangenen, archaischen Zeiten. Im Vortragsprogramm trat der Freiburger Religionskritiker Franz Buggle mit dem Beitrag „Denn sie wissen nicht, was sie glauben – Alte Werte, neue Scheiterhaufen?“ auf. Darin kritisierte er die religiöse Rechtfertigung von Gewalt und Eroberungskriegen in der Bibel und die Drohung mit der Hölle, was heute vor allem im Christentum außerhalb Europas noch Relevanz besäße. Der Stern zitierte den Mitorganisator Michael Schmidt-Salomon, dass sich die Kritik vor allem an die „Weichfilterchristen“ richte. Für sie sei alles nur Metapher und ihr Glaube sage ihnen, „alle hätten sich lieb“. Es gebe „ein umgekehrt proportionales Verhältnis zwischen Wissen und der Begeisterung für den Papst“. Die Aktion sehe sich in der Tradition der Aufklärung, so der Spiegel.

### Church of Fear
Die Church of Fear (deutsch: Kirche der Angst) des Bühnenkünstlers Christoph Schlingensief setzte sich kritisch mit der Verbreitung von Angst durch die katholische Kirche als autoritäre Institution auseinander. Hierzu baute sie auf dem Dach des Museum Ludwig in Köln ein eigenes Kirchengebäude und bot ein Kontrastprogramm. Die Aktion wurde gefördert durch die Kulturstiftung des Bundes.

## Trivia
- Mit ungezählt „einer Million“ Teilnehmern wäre die Abschlussmesse des Weltjugendtages die größte je in Deutschland zelebrierte Messe gewesen.
- Anlässlich des Weltjugendtages 2005 in Köln war Benedikt XVI auf einem XXL-Poster der Jugendzeitschrift Bravo abgebildet.[15]
- Die Live-Übertragung des Abschlussgottesdienstes vom Marienfeld wurde im Ersten ausgestrahlt und von 2,68 Millionen Zuschauern verfolgt.[16]
- Eine Sondersendung zur Abreise von Papst Benedikt XVI. sahen 4,10 Millionen Zuschauer.[16]
- Das ZDF sendete zur Abreise des Papstes ab 18 Uhr ein einstündiges Special, welches von 2,18 Millionen Zuschauern gesehen wurde.[16]

## Ehrungen und Auszeichnungen
- 2005 – Verleihung der Erinnerungsbandschnalle „Weltjugendtag 2005“ des Malteser Hilfsdienstes an Mitwirkende und Helfer der Organisatoren[17]
- 2006 – Die Bundesrepublik Deutschland zeichnete Nuntiaturrat Christoph Kühn, der von vatikanischer Seite an der Organisation des Papstbesuches mitgewirkt hatte, mit dem Verdienstkreuz am Bande aus.
- 2007 – Verdienstorden des Landes Nordrhein-Westfalen 2007 für die Organisatoren Hermann-Josef Johanns und Weihbischof Heiner Koch